# Long Island University Brooklyn Campus

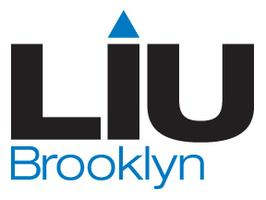
Logo LIU Brooklyn Campus

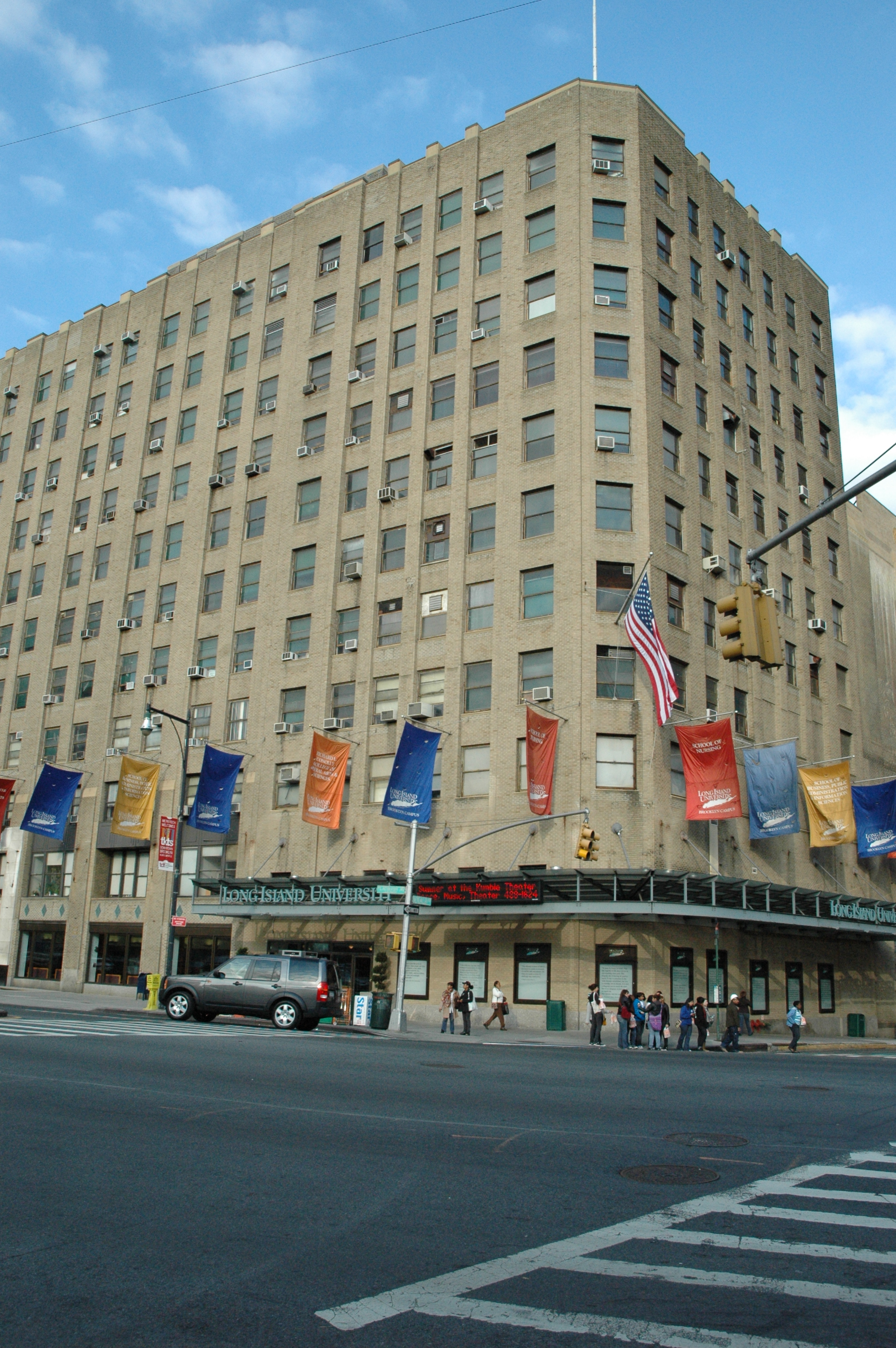
Brooklyn Campus

Der Long Island University Brooklyn Campus ist ein Hauptcampus der privaten Universität Long Island University (LIU) mit Standort im Stadtbezirk Brooklyn in New York City, Vereinigte Staaten. Der etwa fünf Hektar große Campus befindet sich in Downtown Brooklyn und wird von der Flatbush Avenue, der Willoughby Street, der Ashland Place und der Dekalb Avenue begrenzt. Die Adresse ist 1 University Plaza. 1926 gegründet ist sie der älteste und mit 16.958 Studenten der größte Campus der Long Island University (Stand 2024). Der zweite Hauptcampus ist die Long Island University C. W. Post Campus in Brookville auf Long Island.

## Fakultäten
- Geistes- und Naturwissenschaften („Richard L. Conolly College of Liberal Arts and Sciences“)
- Gesundheitsberufe („School of Health Professions“)
- Informationswissenschaften („School of Continuing Education“)
- Pädagogik („School of Education“)
- Pflege („School of Nursing“)
- Pharmazie und Gesundheitswissenschaften („Arnold and Marie Schwartz College of Pharmacy and Health Sciences“)
- Verwaltung („Honors Program“)
- Wirtschaft („Global College“)

Der Campus ist Sitz der prestigereichen „George Polk Awards in journalism“. Auf dem Campus befinden sich des Weiteren ein Fortbildungs-Institut der Vereinten Nationen, das Wohnheim Conolly Residence Hall, das Kumble Theater, der Veranstaltungsort Brooklyn Paramount und das 2022 erbaute 124 m hohe Wohnhochhaus The Willoughby.

## Sport
Die 16 Sportteams der LIU Brooklyn Campus waren bis 2019 die LIU Brooklyn Blackbirds. Am 1. Juli 2019 vereinigten sie sich mit den Division II LIU Post Pioneers des anderen Hauptcampus Post Campus zu den LIU Sharks mit insgesamt 39 Teams. Die Sharks tragen die Farben Blau und Gold und sind Mitglieder der Northeast Conference.

## Galerie

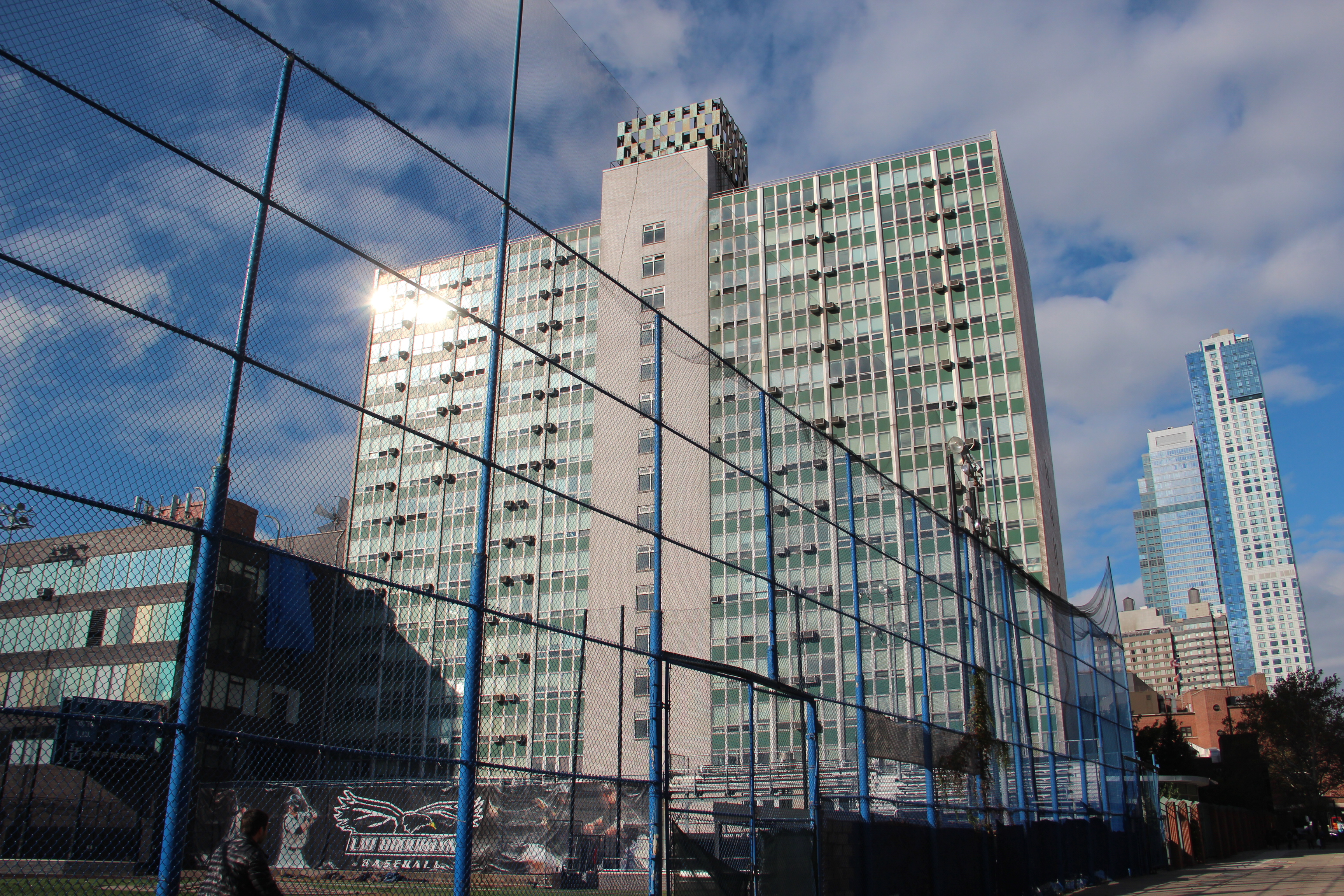
Studentenwohnheim „Conolly Residence Hall“
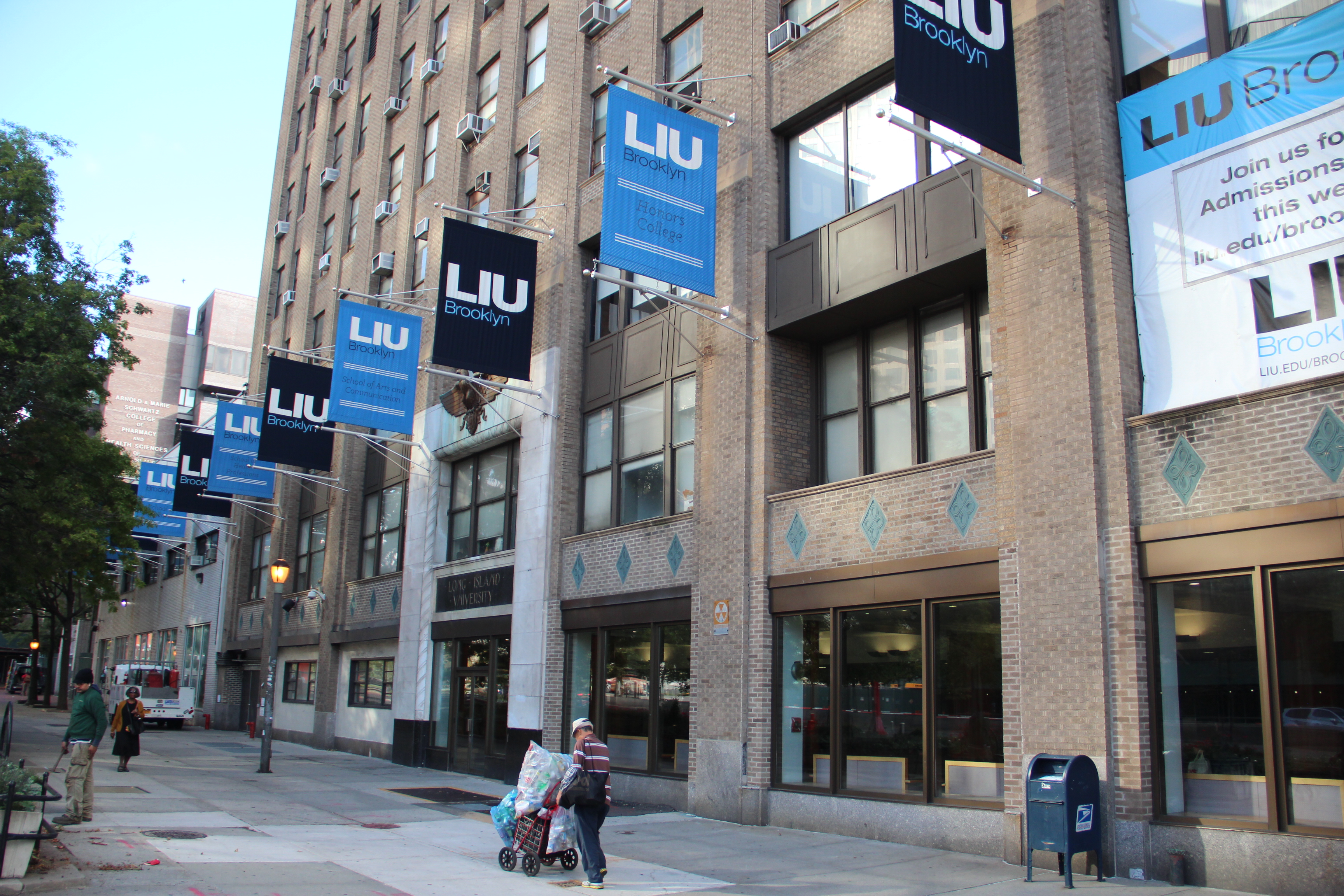
Gebäude der Studentenverbindung
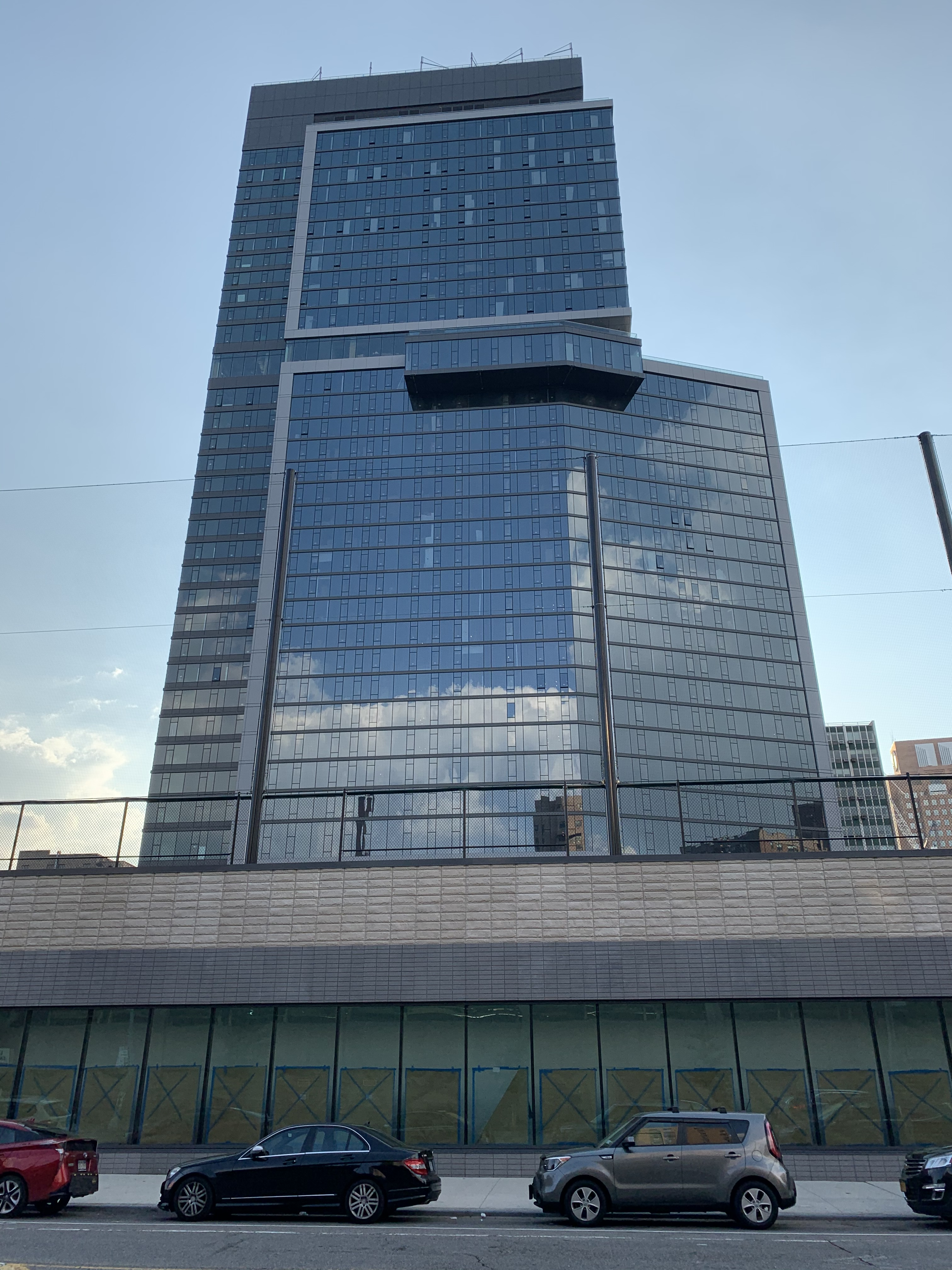
Wohnhochhaus „The Willoughby“